# Wolfgang Wellner (Eishockeyspieler)
Wolfgang Wellner (* 22. Juni 1937 in Berlin; † 19. Februar 2019 in Dortmund) war ein deutscher Eishockeyspieler und -trainer, der unter anderem für den TuS Eintracht Dortmund in der Bundesliga aktiv war.

## Karriere
Wolfgang Wellner spielte ab 1955 zwei Jahre lang für den SC Einheit Berlin in der DDR-Oberliga, bevor er 1957 mit zehn anderen Eishockeyspielern nach Dortmund flüchtete. Dort lief er in den ersten Jahren für den TuS Eintracht Dortmund auf, mit dem er 1958 in die zweitklassige Oberliga und zwei Jahre später in die Bundesliga aufstieg. Der Stürmer, der im Verlauf seiner Karriere auf die Verteidiger-Position wechselte, schloss sich 1964 dem EC Hannover an. Zwei Jahre später kehrte er nach Dortmund zurück und spielte für den neu gegründeten ERC Westfalen Dortmund, bevor er ein Jahr später zusammen mit seinem Mannschaftskollegen Richard Grun zum EC Deilinghofen (ECD) in die Oberliga wechselte, bei dem mit Horst Kubik ein früherer Mitspieler aus Dortmund das Traineramt übernommen hatte. In seinen zwei Jahren beim ECD absolvierte er 60 Spiele, in denen er acht Tore erzielte. Im Jahr 1969 gewann er mit der Mannschaft zudem die Westdeutsche Meisterschaft.
Von 1969 bis 1973 spielte Wellner wieder beim zwischenzeitlich ebenfalls in die Oberliga aufgestiegenen ERC Westfalen Dortmund. Es folgte ein Jahr als Trainer beim ESC Soest, eine Saison als Spieler beim ERV Essen und zwei Spielzeiten als Spieler und Spielertrainer beim Herner EV, bevor er Ende der 1970er Jahre zum Cheftrainer des ERC Westfalen wurde. Immer wieder kehrte er jedoch auch aufs Eis zurück, so in der Saison 1985/86 im Alter von 48 Jahren, um den in die NRW-Liga zurückgestuften Verein als Spielertrainer zurück in die Regionalliga zu führen.
Nach der Entlassung von Jaroslav Walter übernahm Wellner in der Spielzeit 1989/90 noch einmal den Cheftrainer-Posten beim ERC, der inzwischen wieder in der 2. Bundesliga spielte. Doch der Verein musste den Spielbetrieb noch während der Saison einstellen.

## Erfolge und Auszeichnungen
- 1958 Aufstieg in die Oberliga mit dem TuS Eintracht Dortmund
- 1960 Meister der Oberliga und Aufstieg in die Bundesliga mit dem TuS Eintracht Dortmund
- 1969 Westdeutscher Meister mit dem EC Deilinghofen